# Kamfer

Kamferboom

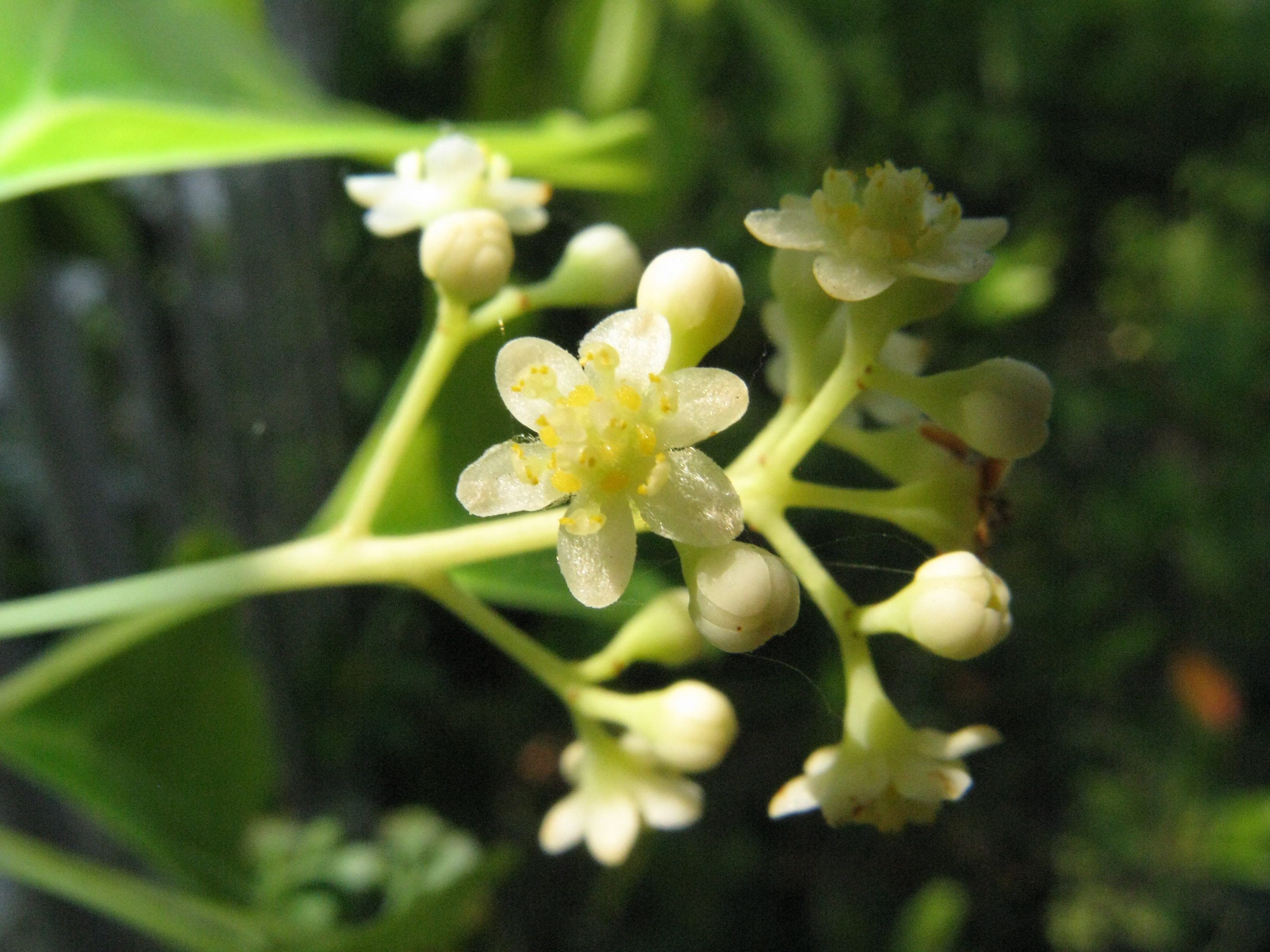
Bloemen

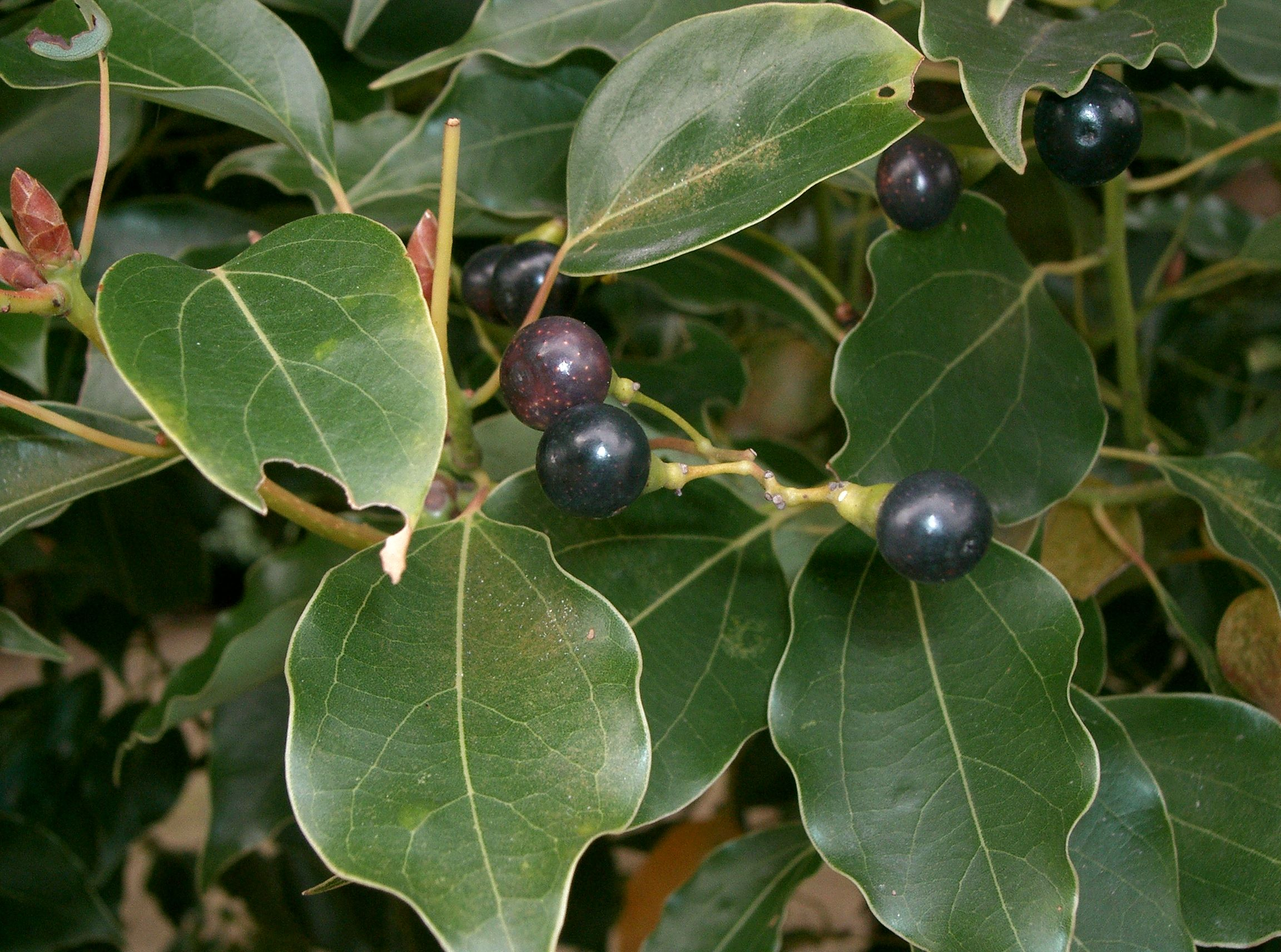
Vruchten

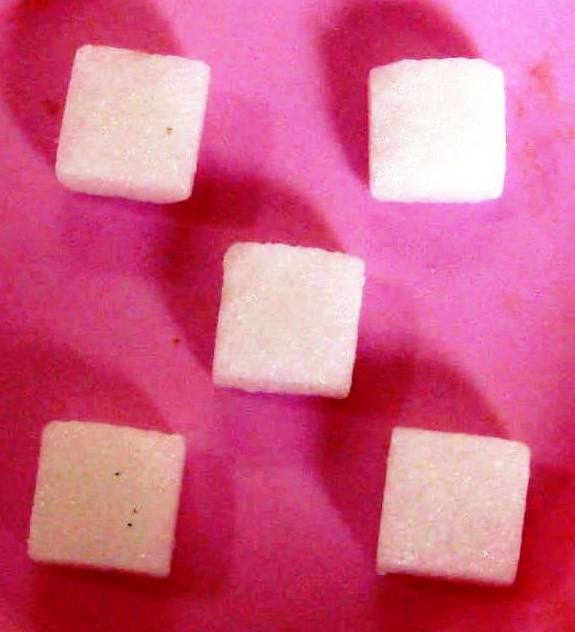
Kamferblokjes

Kamfer of 1,7,7-trimethylbicyclo[2.2.1]heptaan-2-on vormt witte tot transparante, wasachtige kristallen met een karakteristieke frisse geur die door veel mensen als zeer aangenaam wordt ervaren. Kamfer hoort tot de klasse van de terpenen en heeft een brutoformule van C10H16O. De stof komt voor in het hout van de kamferboom (Cinnamonum camphora), een grote, groenblijvende boom uit Azië, evenals in enkele verwante boomsoorten uit de laurierfamilie, met name Ocotea usambarensis. De stof kan gesynthetiseerd worden uit terpentijnolie. De stof wordt vooral om zijn geur en om medicinale redenen gebruikt.

## Etymologie
Het woord "kamfer" is afgeleid van het Franse woord "camphre", dat zelf weer een verbastering is (via middeleeuws Latijn camfora en het Arabische kafur en uiteindelijk Sanskriet karpūra) uit het Maleis kapur Barus, met de betekenis "krijt van Barus". Maleisische handelaren van wie kooplieden uit het Midden-Oosten en Europa de kamfer betrokken noemden de stof kapur, "krijt" vanwege zijn witte kleur. Barus was een haven aan de westkust van het Indonesische eiland Sumatra waar buitenlandse kooplui de kamfer insloegen. In de Indische taal Sanskriet wordt 'karpooram' gebruikt om kamfer aan te duiden. Via het Sanskriet is het woord in de talen van naburige volkeren terechtgekomen, zoals het Tamil en het hedendaagse Maleis. Soms worden andere natuurlijke producten van bomen foutief onder de naam "kamfer" verkocht.

## Traditionele winning
De kamfer wordt verkregen door het hout van de kamferboom in water te koken, en het daarna te destilleren. Dit gebeurde in een kamferstokerij, ook kamferraffinaderij genaamd. De kamferboom groeit voornamelijk in Azië, veel in China, Taiwan en het Indonesische eiland Borneo.

## Industriële productie
Kamfer werd voor het eerst in het laboratorium gemaakt door Gustaf Komppa in 1903. Meestal was de laboratoriumsynthese niet meer dan het structuurbewijs van de betreffende verbinding. Voor kamfer gold dit niet: wereldwijd was er grote vraag naar de stof terwijl de natuurlijke bronnen beperkt waren. De synthese van kamfer was de eerste industriële totaalsynthese van een natuurproduct. De eigenlijke productie startte in 1907 in Tainionkoski, Finland.

## Norkamfer
Norkamfer is een kamferderivaat, waarbij de drie methylgroepen vervangen zijn door waterstof.

## Toepassingen
Het moderne gebruik van kamfer is gevarieerd:
- als weekmaker voor nitrocellulose
- in mottenballen
- desinfectiemiddel
- bij het proces van balsemen
- vuurwerk.
- Kamferkristallen worden ook gebruikt om verzamelingen van insecten te beschermen tegen beschadiging door kleine (andere) insecten.
- In een anti-jeukzalf wordt kamfer toegepast als de actieve component.
- In het verlengde van de vorige toepassing komt kamfer ook soms als medicijn voor. Kamfer wordt snel door de huid opgenomen en geeft een met menthol vergelijkbare koele sensatie en werkt lokaal licht verdovend en het is een tegen ziekteverwekkers gericht middel.
- Ter voorbehandeling van de voeten om eeltvorming te bevorderen als men lange wandeltochten wil maken. Hiervoor is een alcohol-oplossing op de markt.
- Kamfer werkt ook libido-onderdrukkend.
- In lippenbalsem
- In kleine hoeveelheden (50 mg) werd het soms oraal toegediend ter bestrijding van milde hart- en vermoeidheidsproblemen. In de moderne geneeskunde vindt het inwendig geen toepassing.
- Kamfer wordt als smaakmaker in snoepjes gebruikt, zowel in India als Europa. Mogelijk is kamfer in een ijsco-achtige versnapering gebruikt in China gedurende de Tang-dynastie (A.D. 618-907).

In Hindoeïstische poojas wordt kamfer gebruikt om het vuur voor aarti aan te steken.

## Toxicologie
In grotere hoeveelheden is kamfer giftig. De verschijnselen kunnen variëren van epilepsie-achtige aanvallen, verwarring, geïrriteerdheid tot verhoogde spierspanning en krampen. In 1980 is in de Verenigde Staten door de FDA een bovengrens gesteld aan het gehalte kamfer in consumenten-artikelen. Vrij verkrijgbare artikelen mogen niet meer dan 11% kamfer bevatten. Een aantal producten werd geheel verboden. Omdat er alternatieve behandelingsmethoden bestaan wordt het gebruik van kamfer, met uitzondering van dat voor huidsmeersels, in de Verenigde Staten door de FDA ontmoedigd.

## Reacties
Typische reacties van kamfer zijn:
- bromering

- oxidatie met salpeterzuur

- omzetting naar isonitrosokamfer

- Kamfer kan gereduceerd worden met natriumboorhydride tot isoborneol.

## Biosynthese
De biosynthese van kamfer gaat uit van geranylpyrofosfaat, via cyclisatie van linaloylpyrofosfaat tot bornylpyrofosfaat. De laatste stappen worden gevormd door de hydrolyse van het pyrofosfaat tot vrij borneol en de oxidatie ervan tot kamfer.